# Naruto
Naruto je anime autora Masashi Kishimoto s dizni TV serijskom preradom. Glavni lik je Naruto Uzumaki, bučan, hiperaktivan adolescentan nindža koji konstantno želi biti priznat i poštovan, kao što želi postati Hokage, osoba koja se priznava kao vođa i najjači nindža njegova sela.
Naruto mangu prvi je put izdao izdavač Shueisha 1999. godine u 43. izdanju japanskog Shonen Jump časopisa. Viz Media izdala je prevedenu verziju u američkom Shonen Jump-u i grubo prevela trećinu serija. Naruto je postao Viz Medijina najprodavanija manga serija.
Naruto anime serije, proizvedene od studija Pierrot i Aniplex, prvo su prikazane preko cijelog Japana na satelitskom TV Tokyo mreži i na anime satelitskoj televizijskoj mreži Animaxa 3. kolovoza 2002. godine, te još traje. Prvi dio je trajao devet sezona, dok je drugi dio svoju prvu sezonu počeo 15. veljače 2007.

## Razvoj i popularnost
Trajanje serija i njezina popularnost usporediva je s Akirinom Toriyamovom Dragonballom, još jednom popularno akcijsko-orijentiranom shōnen mangom. Još od svoga stvaranja, Naruto se raširio na velik broj fansitea koji sadrže detaljne informacije, vodiče i aktivne forume. Neke od prvih i najpopularnijih stranica, koje su ciljale na engleski govoreću publiku, utemeljene su nakon što je ubrzo nakon raspuštanja prvog manga sveska u kolovozu 2002. godine. Kao i mnoge ostale mange i anime titlovi, Naruto se proširio na svoju vlastitu kolekcionarsku kartašku igru.

## Anime detalji
Pogledaj također: popis Naruto epizoda i popis Naruto Shippuden epizoda
Čak iako je izašao neko vrijeme nakon mange, anime Naruto ju je ubrzo dostigao, budući da jedna anime epizoda može pokrivati do 3 ili 4 poglavlja mange. Da bi se spriječilo njihovo poklapanje jedno s drugim, anime prizvođači teže da organiziraju sadržaje iz manga poglavlja u duge odlomke s ne tako puno događaja, praćene kratkim nenadanim pojavama akcije, a katkad bi se između dodao koji filler. U vrijeme kada je Sasukeovo spašavanje-dio priče završio u animeu (epizoda 135), serije su bile na točki gdje su se brzo približile mangi. Završetkom toga dijela priče, anime se je odmah prebacio na samo-anime epizode kako bi dopustio mangi da protegne prazninu još jednom. Većina fillera su priče samo za sebe, a neke od njih se protežu i na nekoliko epizoda.
Nakon što se je anime vratio u manga-prilagođene serije, preimenovan je u Naruto Shippuden (疾風伝, Naruto Shippūden, doslovno: Naruto-Kronike uragana). Nove su se epizode prvi put prikazale 15. veljače 2007.
Anime generalno ostaje odan mangi, obično mijenjajući samo manje detalje (uzroke smrti, gubitke dijelova tijela i ostalih ozljeda te rana koje su bile smanjene u animeu) ili povećavanje i širenje dijelova koji su bivali zaobiđeni od mange. Filler- priče, iako nespomenute u mangi(sačuvane za nekoliko nedovoljnih scena), slažu se sa stankama između manga svezaka, što pokriva kratak period prije Sasukeovo spašavanje -dijela priče i nekoliko mjeseci prije vremenskog razmaka. Filler priče teže da pokrivaju pomoćne likove, povremeno nam davajući shvaćanje za jednog inače rijetko viđenog lika.
Nove epizode, animirane od studija Pierrot, tjedno izlaze na TV Tokyu u Japanu. Od 5. kolovoza 2006., one se prikazuju četvrtkom navečer. Serije su se također proširile na 3 Naruto filma i dva 4. i 5. čija se radnja odvija u vrijeme Naruto Shippudena. Prva 3 filma su dostupna na DVD-u, a 4. je imao premijeru 4. kolovoza 2007.

## Pojava na televiziji na engleskom jeziku
Kada je raspušten u svojoj engleskoj verziji, Naruto je prikazan s TV-PG procjenom u SAD-u i PG procjenom u Kanadi. Proširene epizode, poput Jiraiyove odluke i borbe sa Zabuzom, dane su na TV-PG-DS ili na TV-PG-V procjenu. Spominjanje alkoholizma, japanskih kulturnih razlika, blag jezik, blage seksualne situacije, pa čak i krv te smrt ostaju u engleskoj verziji, iako su smanjene u nekim slučajevima.

## Pregled radnje
12 godina prije događaja nakoje se serija usredotočila, Devetorepa demonska lisica napala je selo Konohagakure. Bio je to uistinu snažan demon; jedan jedini zamah jadnog od njegovih 9 repova mogao je podignuti tsunamije i sravniti planine. Izazivao je kaos i ubijao mnogo ljudi, sve dok ga vođa Sela Skrivenog u Lišću-Četvrti Hokage-nije porazio žrtvujući svoj vlastiti život kako bi ga mogao zapečatiti u jedno tek novorođeno dijete, čije je porijeklo do sada bilo nepoznato. Ime toga djeteta bilo je Naruto Uzumaki.
Četvrti Hokage bio je slavljen kao junak zbog zapečaćenja demona. Htio je da Naruto bude poštovan u sličnom svijetlu zato što je bio spremnik koji je sadržao demonsku lisicu. Selo u kojem je odrastao, međutim, većinom je izbjegavalo Naruta; ponašali su se prema njemu kako da je on sam demonska lisica i klonili su ga se kroz većinu njegova djetinjstva.
Odluka koju je donio Treći Hokage učinila je to da je drugim seljanima bivalo zabranjeno govoriti i spominjati taj događaj bilo kome, pa čak i svojoj vlastitoj djeci. Međutim, to ih nije zaustavilo u tome da se prema njemu ponašaju kao prema izmetniku. Iako njihova djeca nisu specifično znala znala zašto se njihovi roditelji odnose prema Narutu na način na koji to čine, naučili su kroz primjere prezirati toga dječaka. Kao rezultat svega toga, Naruto je odrastao kao siroče u osamljenoj atmosferi bez prijatelja, obitelji, ili priznanja. Nije mogao natjerati ljude da mu budu prijatelji, pa je pokušavao steći priznanje i pažnju na jedini način koji je znao - kroz šale i podvale. Međutim, to se uskoro promijenilo nakon što je Naruto završio ninja akademiju služeći se tehnikom Višestrukih Sjenovitih Klonova kako bi spasio svoga profesora, Iruku Umina, od ninje izdajnika Mizukija. Pomoću toga okršaja, Naruto je shvatio dvije stvari: da on sadrži demonsku lisicu u sebi, i da postoji još netko, osim Trećeg Hokagea, tko se je zaista brinuo o njemu. Njegovo diplomiranje na akademiji otvorilo mu je put do događaja i ljudi koji će promijeniti i opredijeliti njegov svijet, zajedno s njegovim putem ninje za ostatka njegova života.
Naruto održava ravnotežu između drame i komedije, s podosta ispremiještane akcije. Ono prati Narutov i njegovih prijatelja osobni rast i razvijanje kao ninja, i ističe njihove uzajamne utjecaje jednih na druge te utjecaj pozadina na njihove osobine. Naruto je našao dva prijatelja, Sasukea Uchihu i Sakuru Haruno, dvoje mladih ninja dodijeljeni da zajedno s njim formiraju tim od tri ljudi, pod vodstvom jednog veoma iskusnog senseja pod nazivom Kakashi Hatake. Naruto također ima povjerenja u druge likove kao i u one koje je sreo kroz Chunin ispite. Oni uče nove vještine, upoznavaju se bolje jedni s drugima i s drugim selima također, te doživljavaju jednu put-do-zrelosti pustolovinu pri čemu Naruto sanja postati Hokage Sela Lišća.
Naruto stavlja jako isticanje na razvitak likova. Skoro svi ishodi su rezultati odluka, likova i osobina; samo nekoliko stvari dogodilo se zbog prilike. Na početku, isticanje je smješteno na Naruta, Sasukea i Sakuru, koji su članovi Tima 7. Međutim, i drugi su likovi isticani, poput Kakashija, Guya, i Jiraiye, kao i Narutovi prijatelji i protivnici u drugim Genin timovima i drugim selima.
Nekoliko glavnih slobodnjaka ušlo je također u igru, prvi je bio Zabuza Momochi, jedan Nukenin iz sela Kirigakure, i njegov partner, Haku. Kasnije, na Chunin ispit -dijelu priče, Orochimaru je predstavljen kao jedan Nukenin S-Klase na vrhu liste Sela Lišća za najtraženije zločince. Kasnije, jedna misteriozna organizacija po imenu Akatsuki počinje progoniti Naruta sa zapovjedi da uzmu demonsku lisicu koja je u njemu i pridobe njezinu moć.

## Likovi
Naruto ima velike i raznobojne ličnosti likova, stvarajući skalu detaljnih povijesti i složenih karaktera, te dopuštajući mnogima od njih da dijele mjesto u središtu pažnje; oni su također viđeni da odrastaju i sazrijevaju sa serijama, koje se šire u nekoliko godina. Za podešavanje dolaska put-do-zrelosti sage, Narutov se svijet konstantno razvija i raste, a njegove socijalne veze nisu iznimka- tijekom svojeg uvoda on je imao samo svojega učitelja i vođu sela kao simpatične figure, ali kako se priča nastavlja, više i više ljudi postaju dio nje.
Studenti na ninja akademiji, gdje priča počinje, podijeljeni su u timove od troje ljudi nakon svoga diplomiranja te postaju Genini. Svaki tim je pod vodstvom jednog iskusnog senseja. Ti bitni timovi oblikuju temelj za uzajamne utjecaje lika kasnije u serijama, gdje su likovi odabrani da idu na misije koje odgovaraju snazi i pohvalnim vještinama tima; Narutov Tim 7 postaje društveni sastav gdje je Naruto upoznat sa Sasukeom Uchihom i Sakurom Haruno, te njihovim sensejom Kakashijem Hatakeom, također zvanom "copy ninja" zbog kopiranja tisuća ninja tehnika sa svojim Sharingan okom, oblikujući pri tome svoj svijet-u-stvaranju. Ostali timovi od troje ljudi koji su sastavljeni od njegovih prijašnjih prijatelja iz razreda, također oblikuju još jedan sloj, pri čemu se Naruto povezuje s njima do različitih stupnjeva, saznajući njihove motive, ranjivosti i težnje, koji ga često povezuju sa samim sobom. Grupe od troje ljudi nisu ograničene na drugove Narutove dobi- grupe u priči obično dolaze u troje ljudi ili u višekratnik od broja tri, sa samo nekoliko iznimaka.
Sensei-učenik odnosi igraju određenu ulogu u serijama; Naruto ima broj mentora s kojima trenira i uči, većinom se ističe Jiraiya i Hatake Kakashi, a tu su često i uzastopni nizovi tradicija i zaostala spajanja nekoliko generacija. Tehnike, ideali, i način mišljenja opaženo se šire u obiteljima, zbog čega je Naruto često izložen utjecajima sposobnosti i tradicija generacijama-starih klanova u svojem selu kada mu to prijatelji njegove vlastite dobi demonstriraju, ili čak dostignu poboljšanje sami; jako je primjetljivo da je Narutova generacija veoma talentirana.
Mnoge od većih ostavljenih misterija u serijama su pitanja o motivima i identitetu likova. Nasljedstvo Narutovih roditelja i identitet misterioznog voditelja Akatsukija su samo neka od bitnih neodgovorenih pitanja na "tko", ili zamjenik "zašto", koja su sada bit serija. Priča je osobito "likovima vođena"; često se spominje prošlost likova i objašnjava način zbog kojega su takvi kakvi jesu. S obzirom na to, sudbine likova su veoma isprepletene, i jedno veliko isticanje je postavljeno na drugarstvo i "veze" između društva ili pojedinca.
Imena likova su često posuđena s japanskih mitova, narodnih predaja i književnosti, ili detaljno razrađena igra riječima; često je opažljiv utjecaj priče nA imena kojeg nosi neki lik.

## Vanjske poveznice
- Naruto (serija) na IMDb-u
- Animenewsnetwork.com
- Naruto Anime  Arhivirana inačica izvorne stranice od 1. travnja 2009. (Wayback Machine)